# 裴行倹
裴 行倹（はい こうけん、武徳2年（619年） - 永淳元年4月28日（682年6月9日））は、中国の唐初の官僚・武将。字は守約。本貫は河東郡聞喜県。父は裴仁基。兄は裴行儼。正妻は陸氏（陸爽の娘）。継室は厙狄氏。子は裴貞隠・裴趍玄・裴義玄・裴悟玄・裴延休・裴慶遠・裴光庭。娘は蘇味道の妻・王勮の妻。

## 生涯
科挙の明経科に及第し、永徽6年（655年）に長安県令となる。後に武則天を皇后に刪立する議に反対を表明し、西州都督府の長史に左遷された。それ以降は、西域の経営に尽力して、麟徳2年（665年）には安西大都護に任ぜられた。
総章2年（669年）、吏部侍郎となり、官吏の任用にその才を発揮した。儀鳳4年（679年）、礼部尚書に転任。その間も、西域の経営に関して成果を挙げており、儀鳳元年（676年）、洮州道左二軍総管となり、吐蕃を攻略している。
儀鳳3年（678年）、サーサーン朝ペルシア滅亡後、吐火羅国に亡命していた伊嗣侯（ヤズデギルド3世）の子である卑路斯（ペーローズ3世）を送還するためという名目で、西突厥を征討しており、阿史那都支らを捕縛し、また碎葉城に紀功碑を立て、翌年に凱旋した。永隆元年（680年）、定襄道行軍大総管となり、30万余りの大軍を統率して東突厥を討伐し、開耀元年（681年）春には大勝した。投降してきた阿史那伏念・阿史徳温傅らを捕縛して凱旋した。このように数々の武勲を立てた初唐の名将として知られる。永淳元年（682年）4月、長安の延寿里の邸で病死した。享年は64。幽州都督を追贈され、献と諡された。
書においては、草書に秀でていたとされ、文集20巻や、選譜などの著述もしたと記録されるが、現存しない。

## 伝記資料
- 「贈太尉裴公神道碑」（『張説之文集』巻14）
- 『旧唐書』巻84
- 『新唐書』巻106

・2021年中国ドラマ「風起花抄～宮廷に咲く琉璃色の恋～」全40回(原題 風起霓裳)